# Bobby Brazier
Bobby Jack Brazier (Westminster, Londres, 2 de junio de 2003) es un actor y modelo británico. Presente en el ojo público desde su nacimiento debido a la popularidad de su madre, Jade Goody, apareció con frecuencia en los medios de comunicación durante los años de formación de su vida hasta la muerte de Goody en 2009.
A los 16 años, Brazier comenzó su carrera como modelo e hizo su debut en la pasarela en la Semana de la Moda de Milán en 2020. Saltó a la fama tras unirse al reparto de la telenovela de la BBC, EastEnders, como Freddie Slater en 2022. El papel le valió un National Television Award. En 2023 participó en la vigesimoprimera temporada del concurso de baile Strictly Come Dancing, quedando como subcampeón.

## Primeros años
Bobby Jack Brazier nació el 2 de junio de 2003 en el Hospital Portland de Westminster, Londres. Es hijo de la personalidad televisiva Jade Goody y del presentador de televisión Jeff Brazier. Su abuelo materno era medio jamaicano. Debido a la popularidad de su madre, Brazier estuvo en el ojo público desde su nacimiento y apareció en algún que otro episodio de su serie de telerrealidad Sky Living desde 2005 hasta su muerte por cáncer de cuello de útero en 2009. Tras su muerte, él y su hermano pequeño Freddy se mantuvieron alejados de los focos después de la gran presencia mediática que tuvieron mientras Goody estaba viva y durante los últimos meses de su vida. Debido a la gran atención mediática, no asistieron a su funeral. Brazier sólo hizo una aparición en el documental de 2010 titulado Jade: A Year Without Her.
Brazier creció con su hermano en Harlow, Essex, criado por su padre con la ayuda de su madre y, más tarde, de su futura esposa, Kate Dwyer. Asistió a un colegio privado de Londres hasta los siete años, antes de trasladarse con su familia a Brighton, donde se matriculó en un colegio público. En la escuela pública, Brazier sufrió acoso escolar y, al cabo de un año, la familia se trasladó de nuevo a Londres, donde regresó a la escuela privada y completó sus exámenes GCSE. Mientras ejercía de modelo, trabajó en una cafetería de batidos y fue brevemente aprendiz de redes sociales. También jugó al fútbol.

## Carrera

### Modelaje
Brazier comenzó su carrera como modelo en 2019, a los 16 años, después de que Cesar Perin lo descubriera mientras caminaba por la calle y lo fichara para su agencia de modelos, Unsigned Group. En enero de 2020, hizo su debut en la pasarela, modelando para Dolce & Gabbana en la Semana de la Moda de Milán. Ese mismo año, desfiló para Tommy Hilfiger en la Semana de la Moda de Londres y desfiló en la Semana de la Moda de París. En 2021, apareció en una película de modas para GCDS y apareció en la campaña preotoño de Bianca Saunders y en la campaña otoño/invierno de Richard Quinn. Desfiló para Helen Anthony en el desfile de primavera/verano de 2022 y para Holzweiler en el de otoño/invierno de 2024.
Como modelo, Brazier apareció en editoriales de las revistas British GQ, Lewis, MMScene, Odda, Schön! y Tings, y fue portada de las revistas 10 Men Magazine, Dust Magazine, Grazia UK y Man About Town.

### EastEnders
En 2022, Brazier debutó como actor en la telenovela EastEnders, de la BBC One, asumiendo el papel de Freddie Slater, el hijo del personaje establecido Little Mo Mitchell (Kacey Ainsworth), después de que el personaje apareciera por última vez cuando era un bebé. El productor ejecutivo de la serie, Chris Clenshaw, que se topó con el perfil de Brazier en las redes sociales, dijo sobre su casting: «Hubo algo de lo que vi en Bobby que pensé que sería perfecto para Freddie. Su energía, su brillo, su lado espiritual. Así que trajimos a Bobby a la audición junto con otros y nos dejó boquiabiertos con su interpretación. Él es Freddie Slater». El papel le valió el premio «estrella en ascenso» en la vigesimoctava edición de los National Television Awards. Brazier también interpretó a Freddie en la miniserie web derivada de 2024The Point of Mo Return.

### Strictly Come Dancing
En 2023, Brazier compitió en la vigesimoprimera temporada del programa de baile Strictly Come Dancing. Junto con su pareja de baile, Dianne Buswell, quedaron subcampeones en la final. También participó en 2024 en la gira Strictly Come Dancing Live! en el Reino Unido. Tras su paso por el programa, el comentarista de cultura pop Nick Ede calificó a Brazier de «rara especie de talento» y lo comparó con Timothée Chalamet y Harry Styles. En su opinión, tanto Brazier como Styles «tienen ese look que atrae a los jóvenes, a las madres, a los chicos, no alienan a nadie y tienen esa capacidad única de hacer feliz a la gente». En un tono similar, la periodista Lucie Cave expresó que «hay una pureza y una humildad reales en él que son raras en una estrella joven», y el periodista Jacques Peretti dijo que «lo que atrae de él es lo que atraía de su madre, que es una especie de inocencia ingenua».

### Otros proyectos
Junto a su padre, Brazier apareció en 2023 en el especial Stand Up to Cancer de la serie de telerrealidad Celebrity Gogglebox y se unió a su reparto principal al año siguiente. En febrero de 2024, fue una de las personalidades de la televisión y las redes sociales que se reunió con el ministro británico para la Soledad, Stuart Andrew, en el número 10 de Downing Street para hablar sobre el estigma que rodea a la soledad entre los jóvenes, como parte de una campaña gubernamental recién lanzada. Brazier jugó con Inglaterra en la edición de 2024 del partido de fútbol benéfico anual Soccer Aid para recaudar fondos para UNICEF. También interpretó al colegial James en la serie de suspenso de Paramount+, Curfew.

## Filmografía
| Año           | Título                                       | Papel          | Notas                                               | Ref.          |
| ------------- | -------------------------------------------- | -------------- | --------------------------------------------------- | ------------- |
| 2005          | Jade's Salon                                 | Él mismo       |                                                     | [ 6 ]         |
| 2006          | Just Jade                                    | Él mismo       |                                                     | [ 6 ]         |
| 2008          | Living With… Jade                            | Él mismo       |                                                     | [ 31 ]        |
| 2009          | Jade: Bride to Be                            | Él mismo       |                                                     | [ 32 ]        |
| 2009          | Jade's Wedding                               | Él mismo       |                                                     | [ 6 ]         |
| 2010          | Jade: A Year Without Her                     | Él mismo       |                                                     | [ 6 ]         |
| 2021          | GCDS: Fall/Winter 2021 at Milan Fashion Week | Él mismo       | Vídeo corto; modelo                                 | [ 12 ]        |
| 2022–presente | EastEnders                                   | Freddie Slater | Papel regular                                       | [ 33 ]        |
| 2023          | Strictly Come Dancing                        | Él mismo       | Concursante de la temporada 21                      | [ 34 ]        |
| 2023–presente | Celebrity Gogglebox                          | Él mismo       | Especial de 2023 de Stand Up to Cancer; temporada 6 | [ 26 ] [ 27 ] |
| 2024          | The Point of Mo Return                       | Freddie Slater | Miniserie derivada de EastEnders; 6 episodios       | [ 21 ]        |
| 2024          | Curfew                                       | James          | Papel principal                                     | [ 30 ]        |

## Premios y nominaciones
| Año  | Premio                     | Categoría                   | Trabajo    | Resultado   | Ref.   |
| ---- | -------------------------- | --------------------------- | ---------- | ----------- | ------ |
| 2023 | National Television Awards | Estrella en ascenso         | EastEnders | Ganador     | [ 20 ] |
| 2023 | Inside Soap Awards         | Mejor debutante             | EastEnders | Prenominado | [ 35 ] |
| 2023 | Inside Soap Awards         | Mejor interpretación cómica | EastEnders | Prenominado | [ 36 ] |